# كورو روميرو
كورو روميرو (بالإسبانية: Curro Romero)‏ هو مصارع ثيران وماتادور إسباني، ولد في 1 ديسمبر 1933 في إشبيلية في إسبانيا.